# 特罗法雷洛
特罗法雷洛（義大利語：Trofarello），是意大利都灵省的一个市镇。总面积12.32平方公里，人口11066人，人口密度898.2人/平方公里（2009年）。ISTAT代码为001280。

## 友好城市
- 法國勒泰伊 1972年
- 德国劳恩海姆 1986年